# Universidad Mediterránea (Montenegro)
La Universidad del Mediterráneo Podgorica (en serbio: Univerzitet "Mediteran" Podgorica) es una universidad situada en la ciudad de Podgorica, la capital del país europeo de Montenegro. Fue fundada el 30 de mayo de 2006, convirtiéndose en la primera universidad privada establecida en Montenegro. Se organiza en seis facultades. La universidad es miembro de la red de universidades de los Balcanes.
Consiste en cuatro unidades organizativas: Facultad de Turismo, Hotelería y Gestión comercial de Bares, Facultad de Ciencias Empresariales "Escuela de negocios de Montenegro", Facultad de Artes Visuales, Facultad de Tecnología de la Información, Facultad de Derecho y la Facultad de Lenguas Extranjeras.